# 4942 Munroe
4942 Munroe è un asteroide della fascia principale. Scoperto nel 1987, presenta un'orbita caratterizzata da un semiasse maggiore pari a 2,2021384 UA e da un'eccentricità di 0,1353603, inclinata di 3,83031° rispetto all'eclittica.
È dedicato a Randall Munroe, ex esperto di robotica della NASA ed autore della striscia xkcd.